# Charaxes beni
Charaxes beni är en fjärilsart som beskrevs av Van Someren 1964. Charaxes beni ingår i släktet Charaxes och familjen praktfjärilar. Inga underarter finns listade i Catalogue of Life.